# بوند (فرجينيا)
بوند (بالإنجليزية: Pound town, Virginia)‏ هي بلدة تقع بولاية فرجينيا في الولايات المتحدة. تبلغ مساحتها 6.75 كم2، وترتفع عن سطح البحر 477.012 م، بلغ عدد سكانها 1,037 نسمة في عام 2010 حسب إحصاء مكتب تعداد الولايات المتحدة وتصل الكثافة السكانية فيها 153.6 نسمة لكل كيلومتر مربع (397.8/ميل2).

## التركيبة السكانية
حدّد مكتب تعداد الولايات المتحدة بيانات التركيبة السكانية لبوند في تعداد الولايات المتحدة. في ما يلي، التركيبة السكانية حسب تعدادي 2000 و2010.

### تعداد عام 2000
بلغ عدد سكان بوند 1,089 نسمة بحسب تعداد عام 2000، وبلغ عدد الأسر 455 أسرة وعدد العائلات 322 عائلة مقيمة في البلدة. في حين سجلت الكثافة السكانية 161.3 نسمة لكل كيلومتر مربع (417.8/ميل2). وبلغ عدد الوحدات السكنية 516 وحدة بمتوسط كثافة قدره 76.4 لكل كيلومتر مربع (197.9/ميل2).
وتوزع التركيب العرقي للبلدة بنسبة 98.71% من البيض و0.09% من الأمريكيين الأصليين و0.09% من الأعراق الأخرى و1.10% من عرقين مختلطين أو أكثر و0.18% من الهسبانيون أو اللاتينيون من أي عرق.
بلغ عدد الأسر 455 أسرة كانت نسبة 34.5% منها لديها أطفال تحت سن الثامنة عشر تعيش معهم، وبلغت نسبة الأزواج القاطنين مع بعضهم البعض 52.5% من أصل المجموع الكلي للأسر، ونسبة 15.8% من الأسر كان لديها معيلات من الإناث دون وجود شريك، بينما كانت نسبة 2.4% من الأسر لديها معيلون من الذكور دون وجود شريكة وكانت نسبة 29.2% من غير العائلات. تألفت نسبة 25.9% من أصل جميع الأسر من عدة أفراد يعيشون في نفس المنزل ونسبة 14.3% كانت تتألف من شخص يعيش بمفرده يبلغ من العمر 65 عاماً أو أكثر. وبلغ متوسط حجم الأسرة المعيشية 2.39، أما متوسط حجم العائلات فبلغ 2.88.
بلغ العمر الوسطي للسكان 39.1 عاماً. وكانت نسبة 24% من القاطنين تحت سن الثامنة عشر، وكانت نسبة 8.8% بين الثامنة عشر والرابعة والعشرين عاماً، ونسبة 29.8% كانت واقعةً في الفئة العمرية ما بين الخامسة والعشرين والرابعة والأربعين عاماً، ونسبة 21.5% كانت ما بين الخامسة والأربعين والرابعة والستين، ونسبة 16% كانت ضمن فئة الخامسة والستين عاماً فما فوق. يوجد لكل 100 أنثى 87.8 ذكر، ويوجد لكل 100 أنثى في الثامنة عشر من عمرها فما فوق 80.8 ذكر.
بلغ متوسط دخل الأسرة في البلدة 29,107 دولارًا، أما متوسط دخل العائلة فبلغ 33,688 دولارًا. وكان متوسط دخل الذكور 32,065 دولارًا مقابل 22,143 دولارًا للإناث. وسجل دخل الفرد الخاص بالبلدة 14,375 دولارًا. وكانت نسبة 19.4% من العائلات ونسبة 23% من السكان تحت خط الفقر، وكان من هؤلاء نسبة 37.9% تحت سن الثامنة عشر ونسبة 9.8% في الخامسة والستين من العمر وما فوق.

### تعداد عام 2010
بلغ عدد سكان بوند 1,037 نسمة بحسب تعداد عام 2010، وبلغ عدد الأسر 425 أسرة وعدد العائلات 298 عائلة مقيمة في البلدة. في حين سجلت الكثافة السكانية 153.6 نسمة لكل كيلومتر مربع (397.8/ميل2). وبلغ عدد الوحدات السكنية 502 وحدة بمتوسط كثافة قدره 74.4 لكل كيلومتر مربع (192.7/ميل2).
وتوزع التركيب العرقي للبلدة بنسبة 97.11% من البيض و0.58% من الأمريكيين الأفارقة و0.87% من الأعراق الأخرى و1.45% من عرقين مختلطين أو أكثر و1.06% من الهسبانيون أو اللاتينيون من أي عرق.
بلغ عدد الأسر 425 أسرة كانت نسبة 34.4% منها لديها أطفال تحت سن الثامنة عشر تعيش معهم، وبلغت نسبة الأزواج القاطنين مع بعضهم البعض 49.9% من أصل المجموع الكلي للأسر، ونسبة 15.3% من الأسر كان لديها معيلات من الإناث دون وجود شريك، بينما كانت نسبة 4.9% من الأسر لديها معيلون من الذكور دون وجود شريكة وكانت نسبة 29.9% من غير العائلات. تألفت نسبة 25.2% من أصل جميع الأسر من عدة أفراد يعيشون في نفس المنزل ونسبة 9.4% كانت تتألف من شخص يعيش بمفرده يبلغ من العمر 65 عاماً أو أكثر. وبلغ متوسط حجم الأسرة المعيشية 2.43، أما متوسط حجم العائلات فبلغ 2.92.
بلغ العمر الوسطي للسكان 38.9 عاماً. وكانت نسبة 24.6% من القاطنين تحت سن الثامنة عشر، وكانت نسبة 9.1% بين الثامنة عشر والرابعة والعشرين عاماً، ونسبة 25.6% كانت واقعةً في الفئة العمرية ما بين الخامسة والعشرين والرابعة والأربعين عاماً، ونسبة 27% كانت ما بين الخامسة والأربعين والرابعة والستين، ونسبة 13.8% كانت ضمن فئة الخامسة والستين عاماً فما فوق. وتوزع التركيب الجنسي للسكان بنسبة 47.9% ذكور و52.1% إناث.

## وصلات خارجية
- الموقع الرسمي